# Каддо (округ, Оклахома)
Шаблон:StateAbbr_ 35°11′ пн. ш. 98°23′ зх. д. / 35.18° пн. ш. 98.38° зх. д.
Округ  Каддо (англ. Caddo County) — округ (графство) у штаті  Оклахома, США. Ідентифікатор округу 40015.

## Історія
Округ утворений 1901 року.

## Демографія
За даними перепису 
2000 року 
загальне населення округу становило 30150 осіб, зокрема міського населення було 5818, а сільського — 24332.
Серед мешканців округу чоловіків було 14966, а жінок — 15184. В окрузі було 10957 домогосподарств, 7961 родин, які мешкали в 13096 будинках.
Середній розмір родини становив 3,13.
Віковий розподіл населення поданий у таблиці:
| Стать    | До 15 років | 15-21 | 22-29 | 30-39 | 40-49 | 50-65 | 65-85 | Понад 85 |
| -------- | ----------- | ----- | ----- | ----- | ----- | ----- | ----- | -------- |
| Чоловіки | 3517        | 1731  | 1410  | 2055  | 2096  | 2276  | 1697  | 184      |
| Жінки    | 3324        | 1621  | 1212  | 1982  | 2040  | 2387  | 2204  | 414      |

## Суміжні округи
- Блейн — північ
- Канадіян — північний схід
- Грейді — схід
- Команчі — південь
- Кайова — південний захід
- Вошіта — захід
- Кастер — північний захід

## Виноски
1. ↑  U.S. Decennial Census. United States Census Bureau. Архів оригіналу за 26 квітня 2015. Процитовано 18 лютого 2015.
2. ↑  Historical Census Browser. University of Virginia Library. Архів оригіналу за 12 грудня 2009. Процитовано 18 лютого 2015.
3. ↑  Forstall, Richard L., ред. (27 березня 1995). Population of Counties by Decennial Census: 1900 to 1990. United States Census Bureau. Архів оригіналу за 19 лютого 2015. Процитовано 18 лютого 2015.
4. ↑  Census 2000 PHC-T-4. Ranking Tables for Counties: 1990 and 2000 (PDF). United States Census Bureau. 2 квітня 2001. Архів оригіналу (PDF) за 18 грудня 2014. Процитовано 18 лютого 2015.
5. ↑  State & County QuickFacts. United States Census Bureau. Архів оригіналу за 7 липня 2011. Процитовано 8 листопада 2013.(англ.) Наведено за англійською вікіпедією.
6. ↑  American FactFinder. Бюро перепису населення США. Архів оригіналу за 29 липня 2011. Процитовано 31 січня 2008.

| США | Це незавершена стаття з географії США. Ви можете допомогти проєкту, виправивши або дописавши її. |